# Hure

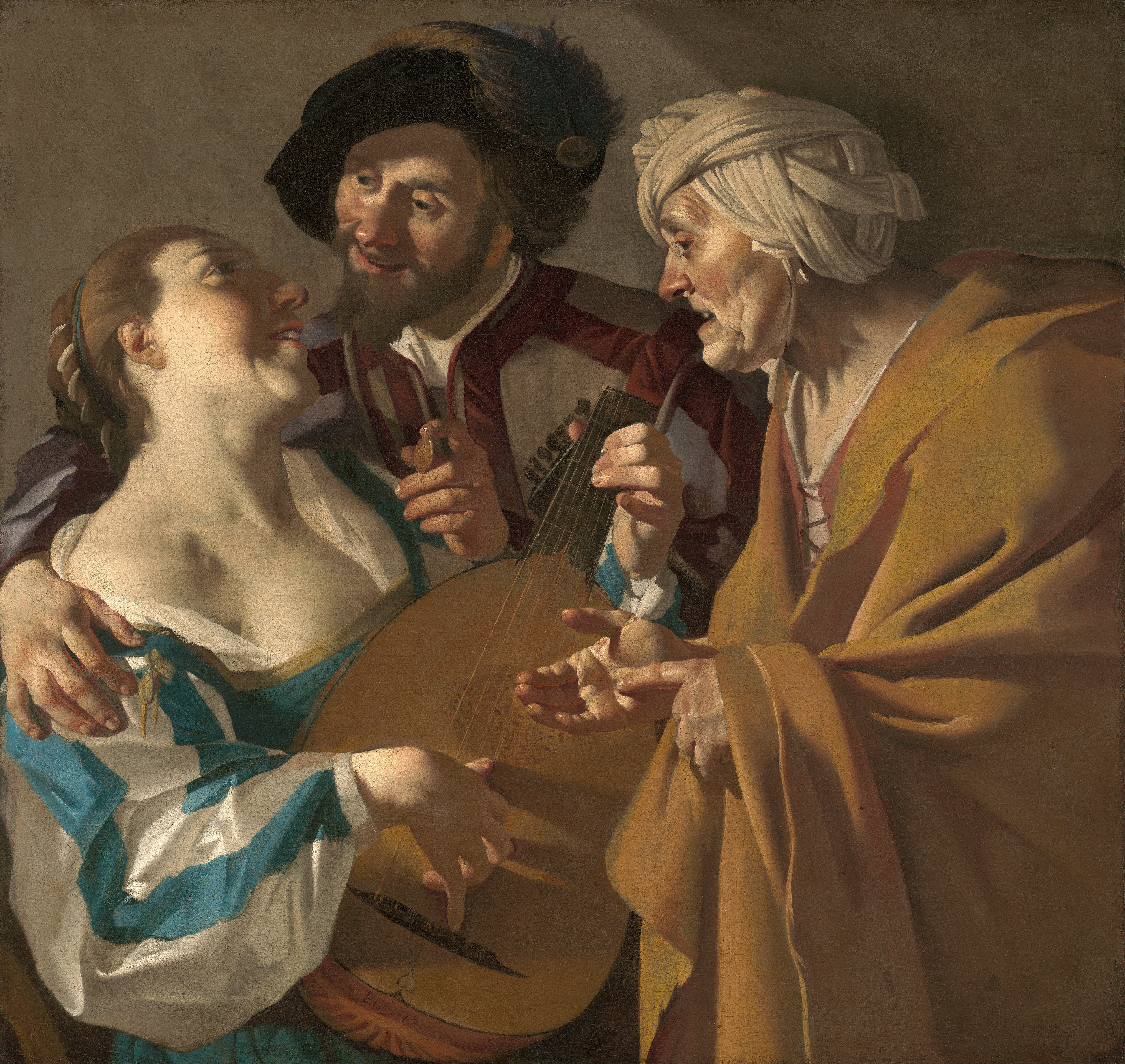
In dem Gemälde Die Kupplerin von Dirck van Baburen trägt die Hure eine Bluse mit gestreiften Ärmeln als Zeichen ihres Gewerbes (um 1622)

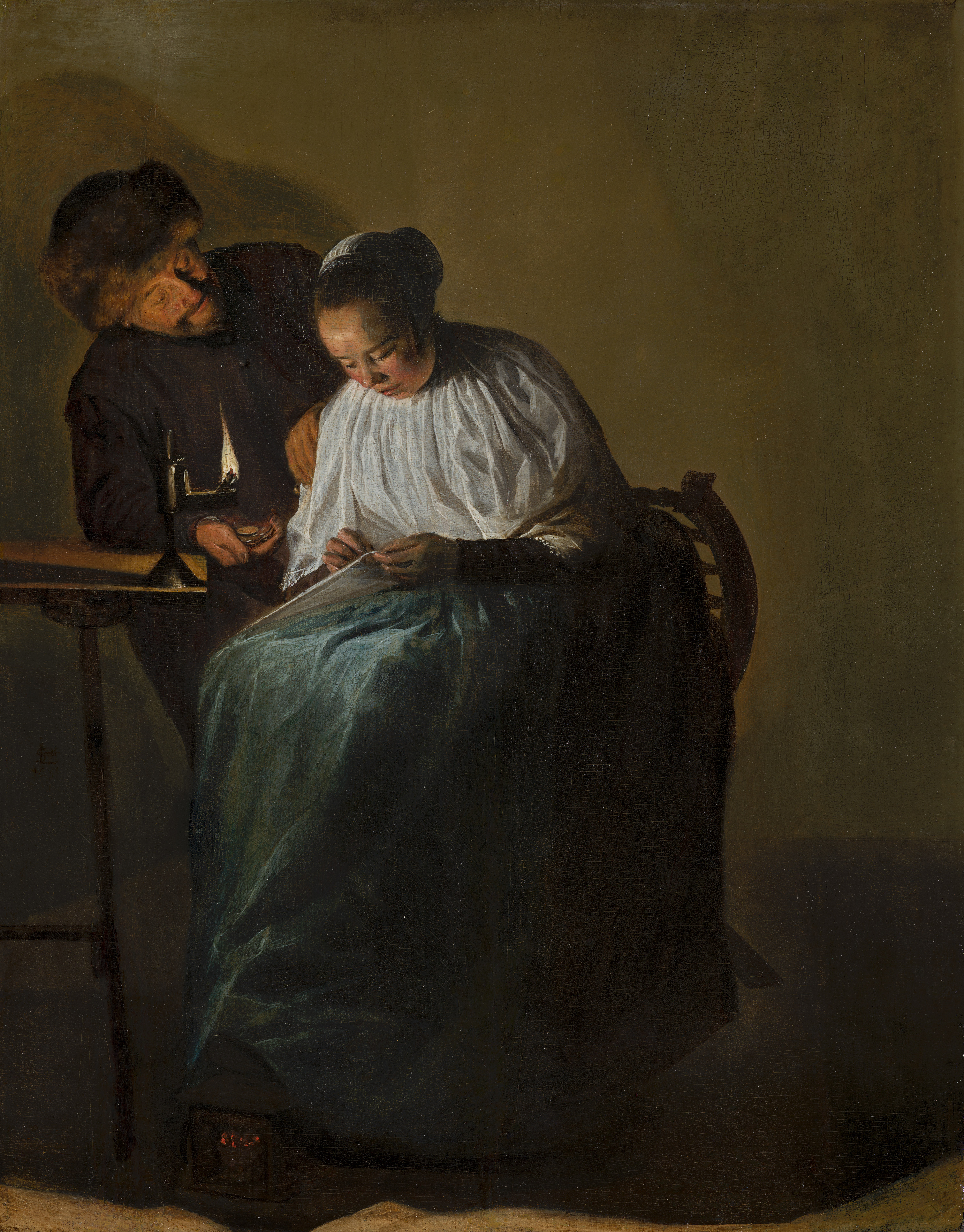
In Judith Leysters Gemälde Der Antrag trägt die junge Frau einen kurzen weißen Umhang, ein Mann bietet ihr Geld (entstanden um 1631)

Hure (ahd. huora, mhd. huore) ist die deutsche, oft abwertende Bezeichnung für eine Prostituierte. In der Umgangssprache wird dieser Begriff auch für Frauen mit häufig wechselnden Sexualpartnern gebraucht. Ein verhüllendes Synonym ist Freudenmädchen, umgangssprachliche Bezeichnungen sind Bordsteinschwalbe und Trottoiramsel, abwertende Synonyme Nutte, Dirne und Metze. Hübschlerinnen nannte man fahrende Frauen.

## Etymologie und Begriffsgeschichte
Das Wort leitet sich von der indogermanischen Wurzel *qār-, „begehrlich, lieb“, ab. Daraus entwickelte sich auch das lateinische cārus, „lieb, teuer“. Im Althochdeutschen bezeichnete huor nicht nur die Prostitution im Besonderen, sondern den außerehelichen Beischlaf im Allgemeinen; huora wurde so auch in der Bedeutung „Ehebrecherin“ gebraucht. Eine Entsprechung für ehebrüchige Männer ist nur im Gotischen (hôrs) und Altnordischen (hórr) bezeugt. Ein häufiger Irrtum ist die fälschliche Ableitung von dem niederländischen huur, „heuern, mieten“. 
Das Wort Hure wurde und wird auch als Schimpfwort für Frauen benutzt, insbesondere wenn diese sexuell selbstbestimmt aktiv waren oder sind. In den letzten Jahren hat das Wort Hure (früher auch „Lohnhure“ im Gegensatz zur „Gelegenheitsbuhlerin“) durch die Aktivitäten verschiedener Hurenvereinigungen (Bundesverband Sexuelle Dienstleistungen, Huren wehren sich gemeinsam), die sich bewusst so nennen, eine gewisse Aufwertung bzw. Neutralität erhalten. Die Mitglieder der niederländischen Prostituierten-Gewerkschaft benennen sich sogar mit einem gewissen Stolz als Huren (siehe Dysphemismus-Tretmühle).

## Geschichte
In einer „Gegenwartstudie“ zum Thema Prostitution stellte Oskar Panizza Ende des 19. Jahrhunderts einige Daten zusammen: während Karl der Große die strengsten Verordnungen gegen Prostitution erließ, wurden selbige nach seinem Tod wieder aufgehoben, weil unhaltbar. Dabei hielten die vornehmen Herren sich selbst mehrere Kebse. Ab dem 13. Jahrhundert schlossen die Räte mehrerer Großstädte mit Frauenwirten Verträge ab, die genügend hübsche Mädchen in ihren Häusern verpflichten. Es war bei Strafe verboten, diese Mädchen grundlos zu beleidigen und sie erhielten allerlei milde Bezeichnungen wie törichte, schöne, fahrende oder gelüstige Dirnen, Hübschlerinnen, lustige oder barmherzige Schwestern. Der Ausdruck Hure wurde seltener. Fürsten und Kaiser scheuten sich nicht, diese Frauenhäuser öffentlich zu besuchen. So ging es in vielen europäischen Staaten zu, erst Strafverfolgung, dann Verschlimmerung des Zustandes durch Verbreitung von Geschlechtskrankheiten, dann Milde gegenüber den Huren.
Man verfolgte und bestrafte die sogenannten Winkel- und Straßenhuren und war bestrebt, Prostituiertenhäuser mit „garantierter Qualität“ zu schaffen. Der Begriff Winkelhuren meinte Prostituierte, die ihr Wesen heimlich trieben, und Straßenhuren solche, die ihrem Gewerbe auf der Straße nachgingen. Obwohl das Leben der Huren im mittelalterlichen Europa durch verschiedene Gesetze eingeschränkt war (sie durften zum Beispiel keine Pelze tragen und mussten gestreifte Tuche verwenden), haben sie anscheinend zwischen dem Ende des 14. und dem 16. Jahrhundert den gleichen zivilen Status gehabt wie die ehrbaren Frauen. Es ist bezeugt, dass Huren jener Zeit Gerichtsverfahren gegen andere Personen geführt haben und auch Testamente hinterließen.
Während des Dreißigjährigen Krieges zählten Huren als Prostituierte häufig zum offiziellen Heerestross. Bei den kaiserlichen Truppen waren die Prostituierten in vier Klassen unterteilt: Die erste und oberste Kategorie nahm die Mätresse ein, die zweite die Konkubine, die dritte die Metze, die vierte und unterste die Hure.

## Historische Kleidervorschriften

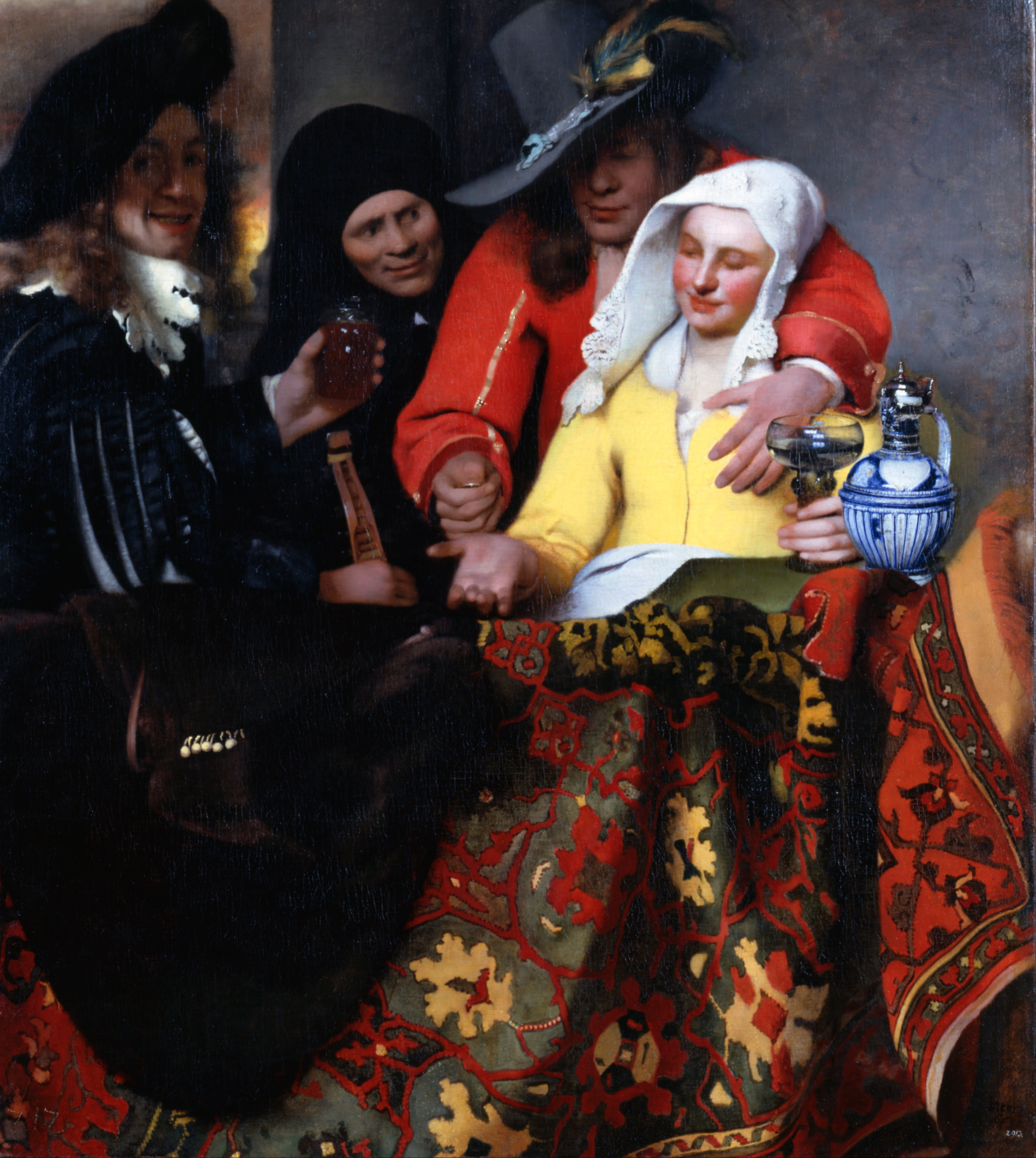
In Johannes Vermeers Gemälde Bei der Kupplerin, um 1656, Mauritshuis, trägt die Hure eine auffällig gelbe Jacke

Im alten Rom gab es bezüglich der Frauenkleidung klare Vorschriften. Ehrbare Frauen, Dienerinnen (vestis ancillaris) und Prostituierte (vestis meretricia) erkannte man an ihren Kleidern. Ehebrecherinnen mussten auch die Hurenkleidung „vestis meretricia“ tragen, eine Tunika ohne Bordüre sowie eine dunkle Toga statt einer Stola.
Auch im Mittelalter gab es besondere Kleiderordnungen für die Huren, die durch bestimmte Farben und besondere Kennzeichen (z. B. zweifarbige Kopfbedeckung, Männerkapuzen, scharlachrote Kordeln) auffällig sein sollten, Streifen wirkten besonders stigmatisierend. Rot galt zwar als Farbe der Herrschaft, doch in Anspielung auf die biblische Rahab mussten Huren vielerorts eine scharlachrote Schnur oder Kordel als Zeichen der Prostitution tragen. Der Prediger Berthold von Regensburg schlug im 13. Jahrhundert vor, alle Huren in Gelb zu kleiden, damit man sie besser erkennen könne. Er forderte sogar, dass die Konkubinen der Geistlichen auch gelbe Bandstreifen auf ihrer Kleidung tragen, genau wie Jüdinnen und Huren. Noch im Jahr 1500 forderten Hamburgs Bürger, dass die Konkubinen der Geistlichen die Hurenkleidung zu tragen haben. Um 1488 wollte man in Leipzig die Putzsucht der Frauen eindämmen, indem kurzerhand ausgefallene Stoffe, ausladende Dekolletés und aufgenähte Schellen an den Kleidern als das Sonderrecht der Huren deklarierte.
Im Mittelalter mussten Huren gestreifte Kleidungsstücke tragen oder verkehrt herum anziehen, um sich von den ehrbaren Frauen zu unterscheiden. Streifen waren symbolisch für den Teufel und Duplizität. Bestimmte Farben, besonders Gelb, galten als sogenannte Hurenfarbe. In den italienischen Städten Mantua und Parma mussten Huren beispielsweise einen kurzen weißen Umhang tragen, in anderen europäischen Städten mussten die Umhänge der Prostituierten gelb, schwarz oder gestreift sein. Die Hurenfarbe war in Frankreich zeitweise das Weiß. Doch sollen im Jahr 1389 die Freudenmädchen aus Toulouse sich beim König beschwert haben, immer weiße Hauben und Bänder tragen zu müssen. König Karl VII. soll daraufhin ihnen in einer Ordonnanz erlaubt haben, selber die Hurenfarben zu bestimmen, vorausgesetzt, sie trugen um den Arm eine Borte oder Paspel in einer anderen Farbe als ihre Kleidung.

## Kunst

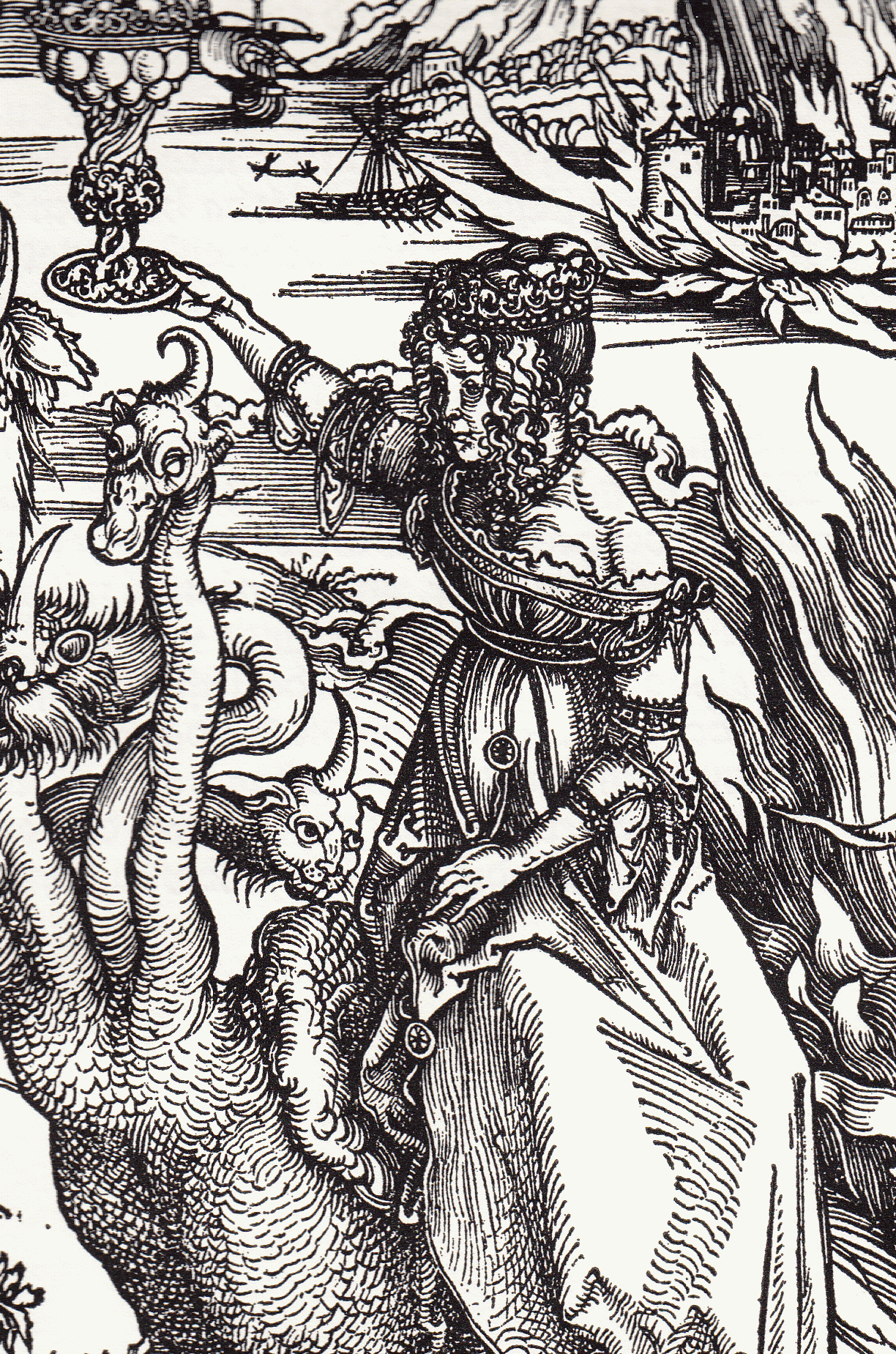
Dürers „Hure Babylon“ trägt ein Gewand nach venezianischer Mode

Für die „Hure Babylon“ in einem Holzschnitt von Albrecht Dürer stand dem Künstler wohl eine wirkliche Prostituierte Modell. Anlässlich seiner Venedig-Reise im Jahr 1495 skizzierte er eine Venezianerin und verwendete das Studienblatt als Vorlage für die Große Hure Babylon in der Holzschnittfolge für die Apokalypse. Die ausgefallene Kleidung sollte die sittliche Verworfenheit symbolisieren.
Dirck van Baburen malte 1622 eine Laute spielende junge Hure mit entblößter Brust mit einem Freier und ihrer alten Kupplerin. Johannes Vermeer sah Baburens Gemälde im Haus seiner Schwiegermutter. Es soll ihm Inspiration für sein Gemälde „Bei der Kupplerin“ gewesen sein. Seine eigene Ehefrau stand Modell für die Hure, die er als eine regelrecht strahlende Figur mit ihren dunklen Augenlidern, roten Lippen und der sanft ausgestreckten Hand, um den Lohn entgegenzunehmen, im Jahr 1656 malte. Sie trägt eine gelbe Jacke und eine weiße Haube.

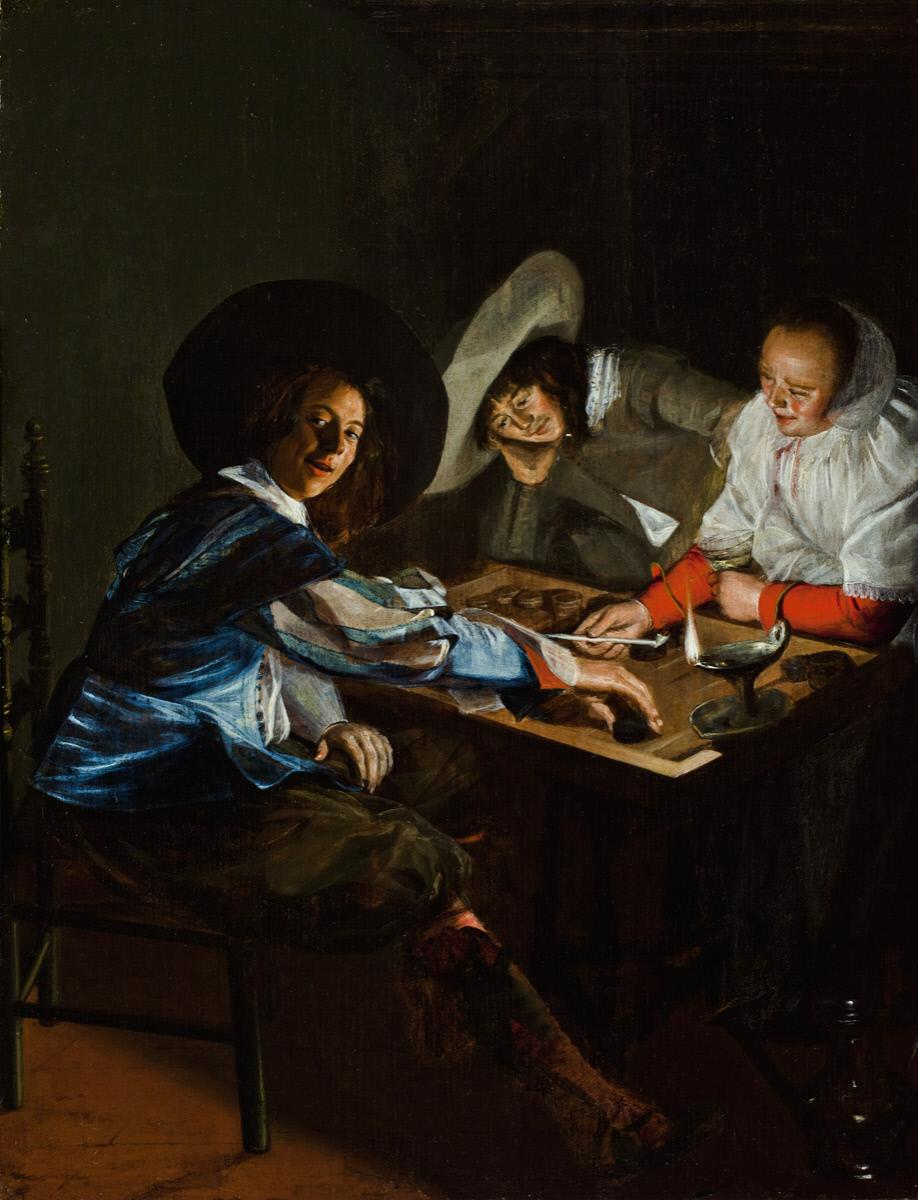
Judith Leyster: Das Tric Trac Spiel

Das Gemälde Het voorstel (Der Antrag) von Judith Leyster (1609–1660) ist das einzige, das eine Hure nicht liebäugelnd mit einem Freier, sondern nähend in einer Alltagsszene zeigt. Sie sitzt ohne merkliche Reaktion oder vielleicht mit entschiedenem Desinteresse auf einem Stuhl, die Füße auf einen Fußwärmer gestützt. Leyster stellt offen und deutlich einen sexuell motivierten Antrag dar (der Mann möchte also nicht ihre Näharbeit bezahlen). Der unschuldige Gesichtsausdruck und die errötenden Wangen der sittsamen Figur werden generell nicht mit einer Hure assoziiert, möglicherweise sollen diese die hinterhältige Natur der Prostituierten suggerieren. Wenn die Dargestellte tatsächlich eine Prostituierte darstellt, dann hat Leyster sie so dargestellt, dass sie die sehr spezifische Rolle einer scheinbar anständigen Frau spielt. Kunstexperten argumentieren, dass die Frau in einem anderen Gemälde Leysters Das Tric-Trac Spiel höchstwahrscheinlich auch eine Prostituierte ist, da die Art wie sie die Pfeife dem Mann ihr gegenüber reicht, voller sexueller Anspielungen ist, genauso wie das Erröten ihrer Wangen ihr Gefallen daran signalisiert. Sie trägt ebenfalls den kurzen weißen Umhang, der in häuslicher Umgebung gezeigt wurde, genauso wie in Bordellszenen.
Die gelbe Farbe dominierte noch in der modernen Vorstellung von der Prostituiertenkleidung. Die gelben Kleider der Sängerin und Tänzerin Jane Avril auf den Plakaten von Henri de Toulouse-Lautrec von 1893 wurden ikonisch in der spätmodernen Wahrnehmung von Prostitution. Auch die im Jahr 1901 im Le Rire veröffentlichte Karikatur von Edouard Touraines der ganz in Gelb gekleideten Prostituierten mit ihren Kunden wurde berühmt.

## Wortvariationen
- „Hurenbock“ ist eine Bezeichnung für Männer, die wahllos Sexabenteuer mit vielen verschiedenen Frauen eingehen („herumhuren“), ohne sich an eine Frau emotional binden zu wollen.
- In der Typografie wird ein bestimmter Setzfehler als Hurenkind bezeichnet.
- Der Ausdruck Hurensohn hat sich seit den 1990er Jahren in der Sprache Jugendlicher von seiner ursprünglichen Bedeutung gelöst und gilt nun als allgemeine Beleidigung unabhängig vom familiären Hintergrund.
- Im Schweizerdeutschen ist Huere, huere- eine seit dem 19. Jahrhundert bezeugte Verstärkungspartikel, etwa Huereglück „unverdientes Glück“, huereschön „sehr schön“.[32][33]